# Phare d'Öndverðarnes
Le phare d'Öndverðarnes est un phare d'Islande. Il est situé sur la pointe occidentale de la péninsule de Snæfellsnes, dans la région de Vesturland.